# Xestia occidens
Xestia occidens är en fjärilsart som beskrevs av George Francis Hampson 1913. Xestia occidens ingår i släktet Xestia och familjen nattflyn. Inga underarter finns listade i Catalogue of Life.